# 5091 Isakovskij
Az 5091 Isakovskij (ideiglenes jelöléssel 1981 SD4) a Naprendszer kisbolygóövében található aszteroida. Ljudmila Ivanovna Csernih fedezte fel 1981. szeptember 25-én.